# Morvidus
Morvidus (Morydd en gallois) est un roi légendaire de l’île de Bretagne (actuelle Grande-Bretagne), dont l’ « histoire » est rapportée par Geoffroy de Monmouth dans son Historia regum Britanniae (vers 1135). Il succède à son père Danius  et aurait régné de 341 av. J.-C. à 336 av. J.-C..

## Le royaume de l’île de Bretagne
Après la guerre de Troie, Énée arrive en Italie, avec son fils Ascagne et devient le maître du royaume des Romains. Son petit-fils Brutus est contraint à l’exil après avoir accidentellement tué son père. Après une longue navigation, Brutus débarque dans l’île de Bretagne, l’occupe et en fait son royaume. Il épouse Innogen dont il a trois fils. À sa mort, le royaume est partagé en trois parties et ses fils lui succèdent : Locrinus reçoit le centre de l’île à qui il donne le nom de « Loegrie », Kamber reçoit la « Cambrie » (actuel Pays de Galles) et lui donne son nom,  Albanactus hérite de la région du nord et l’appelle « Albanie » (Écosse). À la suite de l’invasion de l’Albanie par les Huns et de la mort d’Albanactus, le royaume est réunifié sous la souveraineté de Locrinus. C’est le début d’une longue liste de souverains.

## Le règne de Morvidus
Morvidus  est le fils naturel du roi Danius, à qui il succède sur le trône de l’île de Bretagne, et de sa maitresse Tangustela. Son règne aurait duré 5 ans, de -341 à -336.
D’après le chroniqueur, le roi est renommé pour sa beauté, sa générosité et sa valeur guerrière. Mais il est aussi connu pour son extrême cruauté et ses colères meurtrières.
Quand la Northumbrie est envahie par le roi des Morians, il mobilise tous les jeunes soldats du pays mais, pendant la bataille, il fait plus de ravage à lui seul qu’une partie de ses troupes. Vainqueur, il commence à exterminer de ses propres mains les ennemis survivants puis ordonne que l’on écorche vif et brûle les autres.
Plus tard, il apprend qu’un monstre appelé « Belua », venu par la mer d'Irlande, terrorise et dévore les habitants du littoral. Il s’empresse de prendre les armes pour débarrasser le pays de cette bête, au cours d’un combat singulier. Le combat dure et finalement l’animal avale le roi.
Morvidus avait cinq fils, Gorbonian, Arthgallo, Elidur, Ingen, et Peredur, qui tous vont être rois des Bretons. C’est l’aîné Gorbonian qui lui succède en premier.

## Sources
- (en) Peter Bartrum, A Welsh classical dictionary: people in history and legend up to about A.D. 1000, Aberystwyth, National Library of Wales, 1993 (ISBN 9780907158738), p. 559 MORUDD ap DAN. (Fictitious). (274-257 B.C.)
- Geoffroy de Monmouth, Histoire des rois de Bretagne, traduit et commenté par Laurence Mathey-Maille, Les Belles lettres, coll. « La Roue à livres », Paris, 2004,  (ISBN 2-251-33917-5).